# 灰毛蛇葡萄
灰毛蛇葡萄（学名：Ampelopsis bodinieri var. cinerea）为葡萄科蛇葡萄属下的一个变种。

## 扩展阅读
- 維基物種上的相關：灰毛蛇葡萄